# Ruellia amapensis
Ruellia amapensis är en akantusväxtart som beskrevs av Wassh.. Ruellia amapensis ingår i släktet Ruellia och familjen akantusväxter. Inga underarter finns listade i Catalogue of Life.